# 米格尔·奇利达
米格尔·奇利达（西班牙語：Miguel Chillida，1963年7月11日—），生于巴塞罗那，西班牙男子水球运动员。他曾代表西班牙国家队参加1988年夏季奥林匹克运动会水球比赛，获得第六名。